# Mattias Robeck
Mattias Robeck, född 2 juli 1631 i Kalmar, död 4 september 1692, var en svensk ämbetsman.

## Biografi
Mattias Robeck föddes 1631 i Kalmar. Han var son till borgaren Börje Mattsson och Brita Persdotter. Robeck blev 1658 landssekreterare i Kalmar län och 2 mars 1660 slottsfortifikationskassör i Kalmar. Han blev 1668 bokhållare i krigskollegium och 1678 kamrer därstädes. Robeck blev 1680 borgmästare i Kalmar. Han avled 1692.

### Familj
Robeck gifte sig första gången 1658 med Brita Jönsdotter Gerdslowia (1631–1673). Hon var dotter till kyrkoherden Jonas Gerdslowius och Marta Jonsdotter i Gärdslösa församling. De fick tillsammans överkommissarien Börje Gyllenbååt (1661–1743) i Stockholm.
Robeck gifte sig andra gången 1674 med Maria Rooth (död 1698).